# Beirut (gruppo musicale)
I Beirut sono un gruppo musicale statunitense nato nel 2006 dal progetto musicale solista di Zachary Francis Condon (nativo di Santa Fe, Nuovo Messico), che si è evoluto, in seguito,  in una band guidata dallo stesso Condon. I loro primi concerti sono del maggio 2006, eseguiti per promuovere l'uscita del loro album di debutto Gulag Orkestar.
La loro musica combina elementi del folk dell'Europa dell'Est con la musica pop e indie rock occidentale.

## Storia

### Primi anni
Zach Condon è nato ad Albuquerque (Nuovo Messico) il 13 febbraio 1986. Ha frequentato la High School di Santa Fe, che ha però abbandonato all'età di 16 anni. L'esperienza che gli cambia la vita è un viaggio in Europa che fa a 17 anni assieme a suo fratello maggiore Ryan. Lì viene a conoscenza della musica folk balcanica. Questa scoperta e l'ascolto approfondito di world music si è rivelata determinante per lo sviluppo del suono dei Beirut.

### Gulag Orkestar
Al suo ritorno dall'Europa, Condon si iscrisse all'Università del Nuovo Messico, dove studiò il portoghese e la fotografia. Condon, in questo periodo, registrò da solo, nella sua camera da letto, la maggior parte del materiale poi utilizzato per Gulag Orkestar, per poi andare in studio per finire l'album con l'assistenza di Jeremy Barnes (Neutral Milk Hotel, A Hawk and a Hacksaw) e Heather Trost (A Hawk and a Hacksaw), che divennero i primi membri della band Beirut.
Forte delle registrazioni, Condon firmò per la Ba Da Bing! Records. Gulag Orkestar venne pubblicato nel maggio 2006. Condon reclutò alcuni amici per suonare la sua musica dal vivo e così nacquero i Beirut.
Il primo video ufficiale dei Beirut, è stato della canzone Elephant Gun. Il video è stato diretto da Alma Har'el. Il secondo video, realizzato per la canzone Postcards from Italy, è stato diretto sempre da Alma Har'el ed è stato pubblicato in seguito. Lauren Tafuri è stata la costumista per entrambi questi video.
Il 2007 vede la prima pubblicazione della band al completo con l'EP Lon Gisland.

### The Flying Club Cup
Il secondo album dei Beirut,The Flying Club Cup, è stato registrato in gran parte improvvisando in uno studio di registrazione ad Albuquerque e completato nello studio di registrazione degli Arcade Fire in Québec. La musica dell'album ha una influenza francese a causa dell'interesse di Condon per le chanson francesi durante la sua registrazione. Condon ha citato come influenze cantanti francesi e belgi, Jacques Brel, Serge Gainsbourg e Yves Montand. Egli ha inoltre espresso interesse per i film e per la cultura francese, in generale sostenendo che questa era la ragione principale che lo ha portato a viaggiare per l'Europa. La notizia dell'uscita di  The Flying Club Cup è trapelata su Internet nel mese di agosto 2007, prima di essere ufficialmente pubblicato nell'ottobre seguente. Nel settembre del 2007 il gruppo ha realizzato un take-away show girato da Vincent Moon di una loro sessione acustica.

### March of the Zapotec
Il 3 aprile 2008, i Beirut hanno annullato un tour europeo già annunciato in precedenza per l'estate. Condon ha spiegato la cancellazione del tour in un post sul sito ufficiale dei Beirut, affermando di voler essere certo che ogni show fosse "il meglio umanamente possibile". Successivamente Condon ha riferito di stare lavorando ad un terzo album. Questo album si materializzò come un doppio EP March of the Zapotec/Holland. Nati rispettivamente da un recente viaggio di Condon a Oaxaca (March of the Zapotec) e da una raccolta di brani sotto il nome di "Realpeople" di stampo elettronico (Holland).
Il 6 febbraio 2009 i Beirut hanno presentato le loro canzoni al loro debutto televisivo negli Stati Uniti al Late Show di David Letterman, eseguendo A Sunday's Smile.

### The Rip Tide
Il 30 luglio 2011 i Beirut pubblicano il loro quarto album The Rip Tide (registrato l'inverno precedente a New York) dall'etichetta, di proprietà dello stesso Condon, Pompeii Records.
Il disco contiene nove nuovi brani, incluso il singolo East Harlem che la band ha deciso di mettere in streaming gratuito (accompagnato successivamente su disco dalla B-side Goshen).
A detta di critici e colleghi musicisti, quest'album differisce dalle produzioni precedenti per le sonorità più vicine al classico pop americano pur sempre mantenendo vivo lo stile unico e peculiare dei Beirut.

### No No No
Dopo 4 anni dalla pubblicazione di The Rip Tide , esce l'11 settembre 2015 il nuovo album dei Beirut intitolato No no no.
Lo stile della band è fresco e rinnovato, intraprendendo di fatto un nuovo percorso musicale. Ci si allontana dalle sonorità prettamente balcaniche per lasciare spazio a strumenti quali percussioni e pianoforte, senza però mai tralasciare la particolarità del suono che da sempre li contraddistingue.
Zach Condon ha spiegato come questo lungo periodo di vuoto musicale fosse dovuto a vicende personali, quali problemi fisici e un divorzio, che hanno turbato il suo animo ed impedito la vena musicale. Ha confessato infatti di non esser riuscito in questo periodo a scrivere musica che fosse realmente nuova e non uno strascico dell'album The Rip Tide.
Sempre nel 2015 sono iniziati una serie di tour in tutto il mondo che, assieme al nuovo album, hanno segnato una rinascita dei Beirut.

### Gallipoli
Il 22 ottobre 2018, Condon annuncia l'uscita di un nuovo album a firma Beirut ed in contemporanea rilascia il singolo Gallipoli, dal nome della città italiana, situata in Salento, dove Condon ha scritto il brano.
L'album verrà pubblicato il 1º febbraio 2019 e, come è ormai solito per il gruppo, prende il nome del brano di lancio, ovvero Gallipoli. Seguirà un tour mondiale che toccherà le Americhe e l'Europa a partire dal 10 febbraio 2019.
Nel gennaio 2019 viene anche diffuso il singolo Landslide, che fa seguito a Corfu, datato ottobre 2018.

## Musicisti
Condon suona principalmente la tromba, il flicorno e l'ukulele non essendo in grado di suonare la chitarra a causa di un infortunio al polso che ha impedito alla sua mano di aderire pienamente attorno al manico di una chitarra. Inoltre suona mandolino, fisarmonica e varii tipi di tastiere.
La formazione attuale durante i live consiste generalmente in Condon accompagnato da Nick Petree (batteria/percussioni/melodica), Paul Collins (basso/contrabbasso), Kelly Pratt (tromba/euphonium/glockenspiel), Ben Lanz (trombone/tuba/glockenspiel) e Aaron Arntz (piano/keyboards).

## Curiosità
- Zach Condon, mente del gruppo, è stato costretto a usare l'ukulele dopo un infortunio al polso, in seguito al quale non può maneggiare una chitarra per più di 5 minuti.[1]
- Il nome del gruppo è stato scelto tra una lista di nomi di città, in cui comparivano Pompei (nome affibbiato alla sua etichetta discografica), Minsk e Bilbao.

## Formazione

### Formazione attuale
- Zach Condon - voce, ukulele, tromba, flicorno
- Nick Petree - batteria, percussioni, melodica
- Paul Collins - basso, contrabbasso
- Kyle Resnick - tromba
- Ben Lanz - trombone, tuba, glockenspiel
- Aaron Arntz - piano, tastiere

### Ex componenti
- Kristin Ferebee – violino
- Jason Poranski – chitarra, mandolino, ukulele
- Heather Trost – violino, viola
- Jon Natchez – sax baritono, mandolino, glockenspiel
- Tracy Pratt – tromba, eufonio, flicorno
- Greg Paulus – tromba
- Jared van Fleet – pianoforte
- Perrin Cloutier - violoncello, fisarmonica
- Kelly Pratt - tromba, euphonium, glockenspiel
- Jeremy Barnes

## Discografia

### Album in studio
- 2006 - Gulag Orkestar
- 2007 - The Flying Club Cup
- 2011 - The Rip Tide
- 2015 - No No No
- 2019 - Gallipoli
- 2023 - Hadsel
- 2025 - A Study of Losses

### Album dal vivo
- 2009 - Beirut: Live at the Music Hall of Williamsburg

### EP
- 2006 - The Guns of Brixton/Interior of a Dutch House (split con i Calexico)
- 2007 - Lon Gisland
- 2007 - Pompeii EP
- 2007 - Elephant Gun EP
- 2009 - March of the Zapotec/Holland EP

## Videografia

### DVD
- 2007 - Cheap Magic Inside
- 2009 - Beirut: Live at the Music Hall of Williamsburg